# تشارلز هنري غيلبرت
تشارلز هنري غيلبرت (بالإنجليزية: Charles Henry Gilbert)‏ هو عالم حيوانات أمريكي، ولد في 5 ديسمبر 1859 في روكفورد في الولايات المتحدة، وتوفي في 20 أبريل 1928 في بالو ألتو في الولايات المتحدة.